# Daniel Claus
Daniel Claus, född 1727, död 1787, var en tjänsteman i det Brittiska Indiandepartementet och en framstående lojalist under det amerikanska frihetskriget.

## Ungdom
Claus föddes i närheten av staden Bönnigheim där hans far var borgmästare. En pennsylvaniatysk på besök i hemlandet involverade honom i ett projekt med att bearbeta råtobak i Tyskland och han reste 1749 till Philadelphia. Projektet gick emellertid i stöpet och Claus anställdes som informator för landsmannen och indiantolken Conrad Weisers son. Claus intresse för språk gjorde att han 1750 skickades till den irokesiske militäre ledaren och diplomaten Theyanoguin för att lära sig mohawkernas språk och kultur.

## Indianagent
Claus blev tjänsteman vid det Brittiska Indiandepartementet 1755 och under det fransk-indianska kriget spelade han en viktig roll som indiantolk och förhandlare med irokesförbundet. Efter den brittiska erövringen av Canada utnämndes han till indianagent för dess indianer. 1762 gifte Claus sig med Ann Johnson, dotter till det norra indiandepartementets chef, sir William Johnson i hans första äktenskap. När sir William dog 1774  beslöt den brittiske militärguvernören att frigöra departementet från klanen Johnsons inflytande och avskedade Claus och andra som varit nära förbundna med Johnson. Claus med flera reste i sällskap med Joseph Brant till London för att söka ändring i beslutet.

## Lojalist
När Claus återvände till Nordamerika 1777 hade det amerikanska frihetskriget brutit ut. Med sig från London hade han en utnämning som distriktschef för de irokeser som skulle ingå i St. Legers expedition mot Mohawk Valley. Claus deltog i den misslyckade belägringen av Fort Stanwix samma år och hans irokesiska allierade spelade en viktig roll i slaget vid Oriskany. När Burgoynes huvudarmé kapitulerade efter slaget vid Saratoga övergav familjen Claus provinsen New York och flydde till Canada, där Claus blev agent för irokesförbundet. Claus egendom i New York konfiskerades av den revolutionära regeringen och det var under en vistelse i England för att driva sitt krav på ersättning från den brittiska kronan som han avled.